# Гефион (бронепалубный крейсер)
Бронепалубный крейсер «Гефион» (нем. Gefion) — один из первых немецких бронепалубных крейсеров среднего водоизмещения. Обозначил тенденцию перехода немецкого флота к строительству универсальных бронепалубных крейсеров умеренного водоизмещения.

## Проектирование
Этот корабль предназначался для ведения разведки и посыльной службы при эскадрах. Кроме того, он мог выступать в роли колониального крейсера и «истребителя торговли».

## Конструкция

### Бронирование
Бронирование крейсера оказалось очень слабым. Броневая палуба имела толщину 25 мм в плоской части, утолщаясь на скосах до 40 мм. Лёгкое броневое прикрытие также имела боевая рубка.

### Вооружение
Главным калибром крейсера стали 105-мм орудия SK L/35. Они могли посылать снаряды весом 14,0 кг на дальность до 10 800 м, с начальной скоростью 690 м/с. Скорострельность в благоприятных условиях составляла до 15 выстрелов в минуту. Вспомогательный калибр был представлен 50-мм орудиями SK L/40. Они стреляли снарядами весом 1,75 кг на дальность до 6200 м. Скорострельность достигала 10 выстрелов в минуту. Оснащение «Гефиона» и последующих крейсеров сравнительно малокалиберной, хотя и скорострельной артиллерией, стало крупной ошибкой немецкого командования.

## Служба
«Гефион» был заложен в 1892 году на верфи «Шихау» в Данциге. На воду крейсер спустили 31 мая 1893 года, а в строй он вступил 27 июня 1894 года.